# Esmeraldacaris richardsonae
Esmeraldacaris richardsonae ist eine ausgestorbene Art mit unsicherer Stellung innerhalb der Gliederfüßer (Arthropoda).

## Merkmale
Esmeraldacaris richardsonae war ein mittelgroßer, eiförmiger Gliederfüßer, der etwa 3 Mal so lang als breit war (maximale Länge 33,0 mm, maximale Breite 9,5 mm). Der Kopfschild war annähernd dreieckig mit einem kurzen stumpfen vorderen Rand und einem Paar kurzer Stacheln. Der Thorax bestand aus maximal 7 Tergiten, welche alle ohne Ablenkung senkrecht zur Längsachse verliefen und ohne seitliche Stacheln endeten. Der letzte Tergit vor dem stumpfen, trapezförmigen und etwa kopfschildgroßen Schwanzschild war etwa halb so lang als die anderen.

## Etymologie
Der Gattungsname setzt sich zusammen aus Esmeralda, der Name des County, in dem die Art gefunden wurde, und dem lateinischen Wort caris für Garnele. Das Artepitheton wurde zu Ehren von Sara Richardson gewählt, welche im Sommer 2000 ein Exemplar fand.

## Fundort
Die Art wurde zwischen der Emigrant und der Palmetto Formation im nördlichen Teil der Silver Peak Range in Esmeralda County, Nevada gefunden. Der Holotyp (USNM 520698) sowie ein weiteres komplettes (USNM 520699) und zwei teilweise erhaltene Exemplare (USNM 520700 und 520701) befinden sich nun im National Museum of Natural History in Washington, D.C.

## Systematik
Die systematische Stellung innerhalb der Gliederfüßer konnte bis jetzt noch nicht bestimmt werden. Esmeraldacaris ähnelt einigen Asseln (Isopoda) mit großem Telson wie Idotea, Sphaeroma und verwandten Formen. Mit den meisten Trilobiten besteht keine Ähnlichkeit, jedoch lassen sich einige mit Kleptothule, aus der Unterordnung Olenellina, finden.